# Alberto Hernández
Artikeln följer den spanska namnseden; faderns efternamn är Hernández och moderns efternamn Pérez.
José Alberto Hernández Pérez, född den 9 februari 1969 i Holguín, är en kubansk före detta basebollspelare som tog guld för Kuba vid olympiska sommarspelen 1992 i Barcelona, och som även tog guld vid olympiska sommarspelen 1996 i Atlanta.
Efter att ha stängts av från baseboll i Kuba flydde Hernández landet i december 1997 per båt under dramatiska omständigheter tillsammans med bland andra pitchern Orlando Hernández (ej släkt).